# Pink Up
Pink Up là EP thứ sáu của nhóm nhạc nữ Hàn Quốc Apink. EP này bao gồm 7 bài hát, trong đó bài hát "FIVE" được chọn làm bài hát chủ đề của album

## Bối cảnh và phát hành
Vào ngày 19 tháng 5 năm 2017, công ty chủ quản của nhóm Plan A Entertainment đã xác nhận Apink sẽ quay trở lại sân khấu vào khoảng cuối tháng sáu. Ngày 1 tháng 6, Plan A Entertainment chính thức xác nhận ngày nhóm trở lại sân khấu sẽ là ngày 26 tháng 6 năm 2017. Ngày 14 tháng 6, danh sách bài hát được đăng tải lên các trang mạng xã hội; sau đó hai ngày, lịch trình đăng tải teaser của album cũng đã được đăng tải. Từ ngày 19 đến 24 tháng 6, teaser từng thành viên đã được đăng tải. Ngày 25 tháng 6, teaser video âm nhạc của bài hát chủ đề được đăng tải. Ngày 26 tháng 6, album cùng video âm nhạc được chính thức phát hành.
Trong quá trình chuẩn bị, một người tự xưng là fan lâu năm của nhóm đã gửi một đe dọa giết người nhắm tới các thành viên trong nhóm chỉ vì nhóm đã quay một show giải trí có phân cảnh hẹn hò giấu mặt. Vì đây là một sự việc nghiêm trọng, công ty chủ quản đã ngay lập tức có biện pháp bảo vệ cho nhóm. Tới ngày 26 tháng 6 năm 2017, trước showcare giới thiệu album vài giờ, người này tiếp tục gửi một đe dọa đánh bom nơi tổ chức đã khiên công ty chủ quản buộc phải nhờ đến sự trợ giúp của lực lượng đặc nhiệm để bảo vệ an toàn cho Apink cũng như người hâm mộ.

## Danh sách bài hát
| STT              | Nhan đề           | Phổ lời                       | Phổ nhạc                         | Thời lượng |
| ---------------- | ----------------- | ----------------------------- | -------------------------------- | ---------- |
| 1.               | "FIVE"            | Shinsadong Tiger, Beom & Nang | Shinsadong Tiger, Beom & Nang    | 3:12       |
| 2.               | "Kok Kok" (콕콕)  | Kim Jin-hwan                  | Kim Jin-hwan                     | 3:29       |
| 3.               | "Eyes"            | Park Cho-rong                 | Command Freaks, Sophiya, Shikata | 3:56       |
| 4.               | "Like!" (좋아요!) | e.one                         | e.one                            | 3:04       |
| 5.               | "Evergreen"       | Lee Shin Seong, ZigZag Note   | ZigZag Note, Kim Sun-woong       | 3:36       |
| 6.               | "Always"          | ZigZag Note, Kang Myungshin   | ZigZag Note                      | 3:01       |
| 7.               | "FIVE" (Ins.)     |                               | Shinsadong Tiger, Beom & Nang    | 3:12       |
| Tổng thời lượng: | Tổng thời lượng:  | Tổng thời lượng:              | Tổng thời lượng:                 | 23:33      |

## Xếp hạng
| Bảng xếp hạng                      | Vị trí cao nhất |
| ---------------------------------- | --------------- |
| Bảng xếp hạng album tuần của Gaon  | 1               |
| Bảng xếp hạng album tháng của Gaon | 6               |
| Bảng xếp hạng album năm của Gaon   |                 |

### Doanh số và chứng nhận
| Nhà cung cấp (7/2017)       | Số lượng |
| --------------------------- | -------- |
| Bảng xếp hạng đĩa cứng Gaon | 53.692   |